# 정암학당
정암학당(鼎巖學堂)은 서양 고중세 철학 원전의 연구와 번역을 전문으로 하는 대한민국의 학술 연구 단체이다.

## 개요
정암학당은 대한민국의 소장학자들을 중심으로 고대 그리스, 로마 원전을 연구하고 번역 출간하고 있다. 그리스어, 라틴어를 배우기를 원하는 학생들도 모여 있다. 지난 2005년에는 7년여의 작업 끝에 서양철학의 최고(最古) 문헌으로 동양의 3경에 비견되는 《소크라테스이전 철학자들의 단편 선집》을 펴냈다. 2007년부터는 그간의 연구를 바탕으로 플라톤 원전 번역본을 내고 있다.
플라톤 전집 번역을 목표로 사업이 진행중이며, 플라톤 이외에도 아리스토텔레스, 키케로, 플로티노스 연구 또한 진행중이다.